# Death Rituals
Death Rituals – ósmy album studyjny amerykańskiej grupy muzycznej Six Feet Under. Wydawnictwo ukazało się 11 listopada 2008 roku nakładem wytwórni muzycznej Metal Blade Records. W ramach promocji płyty 31 października 2008 roku w Gasoline Alley w Largo w stanie Floryda został zrealizowany teledysk do utworu "Seed of Filth". Album Death Rituals zadebiutował na 14. miejscu listy Top Heatseekers w Stanach Zjednoczonych sprzedając się w przeciągu tygodnia w nakładzie 2 300 egzemplarzy.
Płyta została zarejestrowana w Morrisound Studios w Tampie w stanie Floryda. Kompozycje wyprodukował lider i wokalista zespołu Chris Barnes. Nagrania zostały zmiksowane przez Toby'ego Wrighta w studiu Skip Saylor Recording w Northridge w stanie Kalifornia. Wyjątek stanowią utwory "Crossroads to Armageddon" i "Crossing the River Styx," zmiksowane przez Chrisa Carrolla w studiu The Hit Factory Criteria w Miami w stanie Floryda.

## Lista utworów
Opracowano na podstawie materiału źródłowego.
| Nr  | Tytuł utworu                         | Słowa                | Muzyka                        | Długość |
| --- | ------------------------------------ | -------------------- | ----------------------------- | ------- |
| 1.  | „Death by Machete”                   | Barnes               | Barnes, Swanson, Butler, Gall | 3:45    |
| 2.  | „Involuntary Movement of Dead Flesh” | Barnes               | Barnes, Swanson, Butler, Gall | 3:28    |
| 3.  | „None Will Escape”                   | Barnes               | Barnes, Swanson, Butler, Gall | 3:24    |
| 4.  | „Eulogy for the Undead”              | Barnes               | Barnes, Swanson, Butler, Gall | 4:17    |
| 5.  | „Seed of Filth”                      | Barnes               | Barnes, Swanson, Butler, Gall | 4:58    |
| 6.  | „Bastard (cover Mötley Crüe)”        | Nikki Sixx           | Nikki Sixx                    | 3:25    |
| 7.  | „Into the Crematorium”               | Barnes               | Barnes, Swanson, Butler, Gall | 3:42    |
| 8.  | „Shot in the Head”                   | Barnes               | Barnes, Swanson, Butler, Gall | 5:02    |
| 9.  | „Killed in Your Sleep”               | Barnes               | Barnes, Swanson, Butler, Gall | 4:37    |
| 10. | „Crossroads to Armageddon”           | Barnes               | Barnes                        | 2:08    |
| 11. | „Ten Deadly Plagues”                 | Barnes               | Barnes, Swanson, Butler, Gall | 5:10    |
| 12. | „Crossing the River Styx”            | utwór instrumentalny | Swanson                       | 1:16    |
| 13. | „Murder Addiction”                   | Barnes               | Barnes, Swanson, Butler, Gall | 3:56    |
|     |                                      |                      |                               | 49:08   |

## Twórcy
Opracowano na podstawie materiału źródłowego.
| - Chris Barnes - śpiew, produkcja muzyczna, aranżacje - Steve Swanson - gitara - Terry Butler - gitara basowa - Greg Gall - perkusja - Chris Carroll - inżynieria dźwięku - Alex Graupera - asystent inżyniera dźwięku - Jason Blackerby - asystent inżyniera dźwięku - Sean Burnett - asystent inżyniera dźwięku | - Bill Metoyer - asystent inżyniera dźwięku - Toby Wright - miksowanie - Chris Carroll - miksowanie - Alan Douches - mastering - James Musshorn - asystent w ramach miksowania - Ian Blanch - asystent w ramach miksowania - A.M. Karanitant - projekt okładki i wykonanie, oprawa graficzna - Christian Girstmair - zdjęcia |

## Wydania
| Rok  | Nr katalogowy | Format | Wytwórnia płytowa   | Region            |
| ---- | ------------- | ------ | ------------------- | ----------------- |
| 2008 | 3984-14690-2  | CD     | Metal Blade Records | Stany Zjednoczone |
| 2008 | 3984 14690-1  | LP     | Metal Blade Records | Stany Zjednoczone |

## Pozycje na listach
| Lista                     | Kraj              | Pozycja |
| ------------------------- | ----------------- | ------- |
| Media Control Charts      | Niemcy            | 64      |
| Billboard Top Heatseekers | Stany Zjednoczone | 14      |